# Jan Baptist Weenix
Jan Baptist Weenix (Ámsterdam, 1621- Vleuten 1660?) fue un pintor barroco neerlandés. A pesar de su carrera relativamente breve, fue un pintor muy productivo y versátil. Sus temas favoritos fueron paisajes italianos con figuras entre ruinas, vistas de la costa, y, más adelante, grandes bodegones de caza muerta o perros. Fue el responsable principal de introducir la escena de bahía italiana en el arte holandés, en cuadros de mediano tamaño, con un grupo de figuras en primer plano.

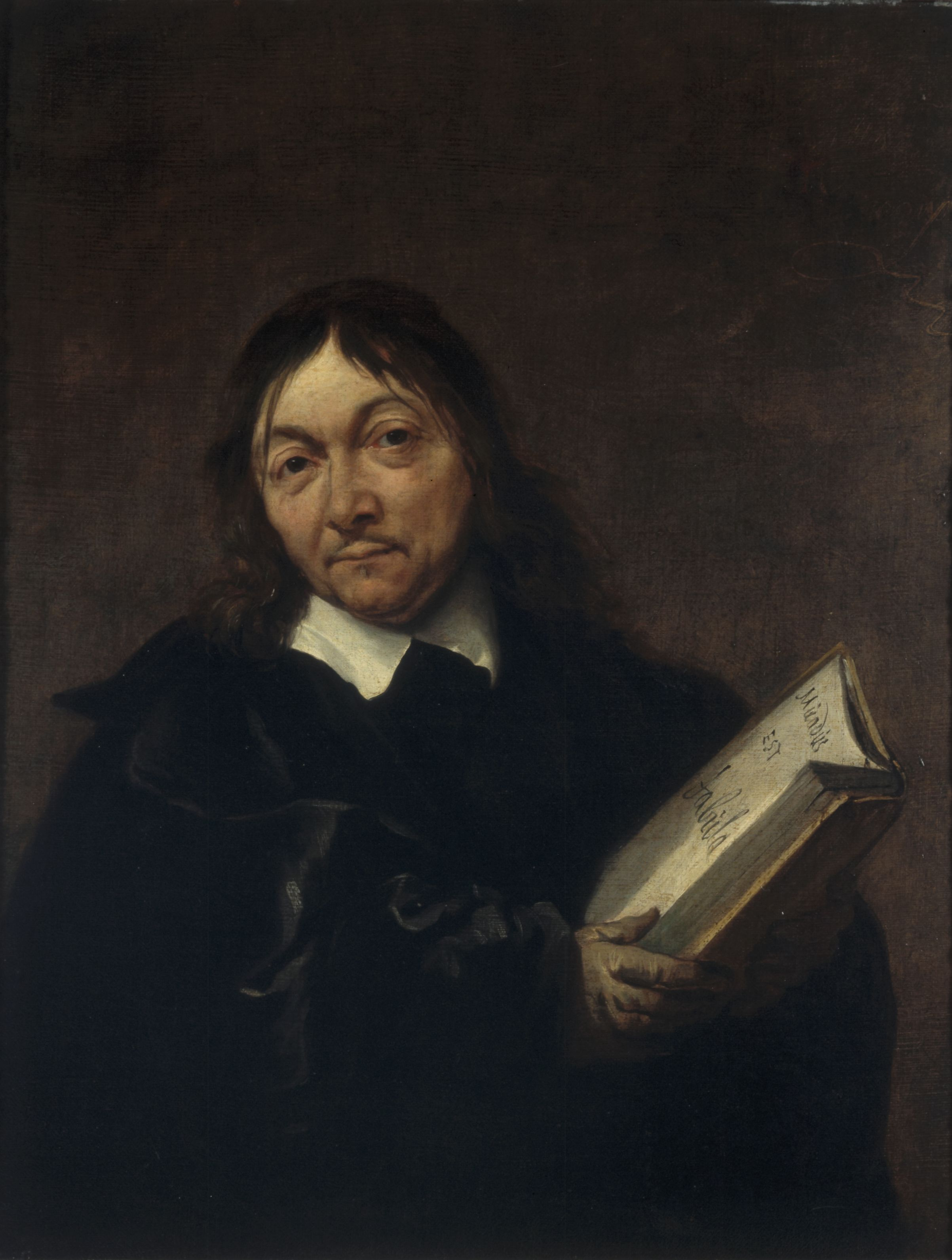
Retrato de Descartes por Weenix

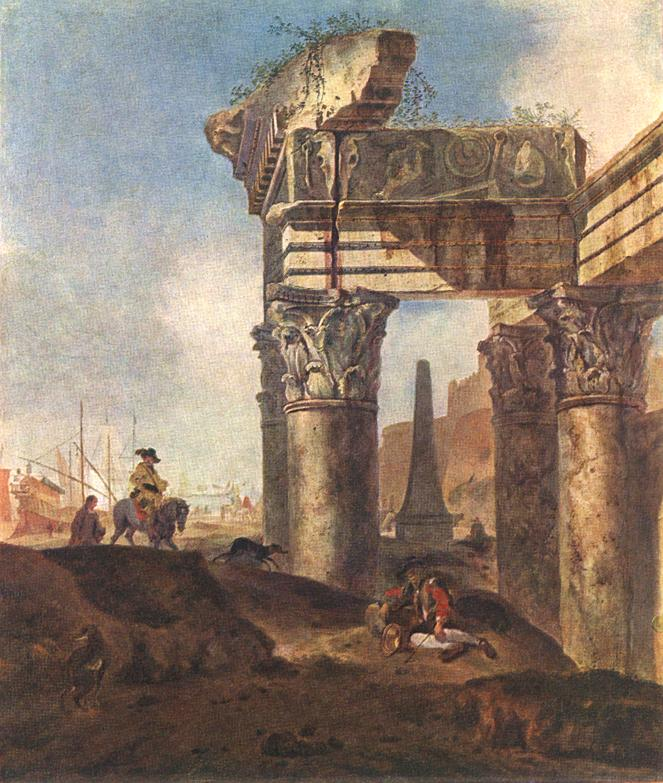
Ruinas antiguas, por Jan Baptist Weenix

Weenix era hijo de un arquitecto y nació cerca de la bahía de Ámsterdam. No podía hablar bien, aparentemente debido a unas circunstancias médicas, y debido a que le gustaba mucho leer libros, su madre lo envió a un librero, quien no era capaz de manejarlo. Dibujaba cuando podía, según su hijo Jan Weenix, quien contó la historia a Arnold Houbraken. 
Weenix estudió primero con Jan Micker, luego en Utrecht con Abraham Bloemaert, y más tarde de vuelta en Ámsterdam con Claes Cornelisz. Moeyaert. En 1643 Weenix viajó a Roma con Nicolaes Pietersz. Berchem. Había dejado su casa en secreto, pero su esposa, la hija de Gillis d'Hondecoeter, le siguió la pista hasta Rótterdam. Después se le permitió estar en el extranjero durante cuatro meses. En Roma se hizo miembro de los Bentvueghels («Pájaros de una pluma»), sociedad de artistas en su mayoría holandeses y flamencos activos en Roma desde alrededor del año 1620 hasta 1720. También eran conocidos como la Schildersbent («camarilla de pintores»). Fue muy estimado y trabajó para el papa Inocencio X. Regresó a Ámsterdam después de cuatro años; su esposa había rechazado acompañarlo a Roma. 
En 1649 se hizo maestro de la guilda de San Lucas en Utrecht y también pintó un retrato de René Descartes, en el que el filósofo aparece sosteniendo un libro en que se lee "Mundus est fabula". Cuando su cuñado Gijsbert d'Hondecoeter murió, enseñó a su sobrino Melchior d'Hondecoeter, junto con su propio hijo Jan Weenix. Weenix se trasladó a un castillo en las afueras de Utrecht, para concentrarse en su obra o por razones de salud, donde probablemente murió en la pobreza, en fecha desconocidas.
Pintó unas pocas escenas religiosas, uno de los escasos ejemplares de esta es Jacob y Esaú (Gemäldegalerie Alte Meister, Dresde). En la National Gallery de Londres, está una Escena de caza obra de Weenix, y en Glasgow puede verse una pintura característica de ruinas. Weenix está representado en casi la mayor parte de las principales galerías del continente, destacadamente en Múnich, Viena, Berlín, Ámsterdam y San Petersburgo. 